# Шамота, Николай Захарович
Николай Захарович Шамо́та́ (укр. Мико́ла Заха́рович Шамота́; 4 (17) декабря 1916, Полтава — 4 января 1984, Киев) — украинский советский литературный критик и литературовед. Общественно-политический деятель. Доктор филологических наук. Действительный член АН УССР (1967).

## Биография
Родился 4 (17 декабря) 1916 года в Полтаве.
В 1939 году окончил Нежинский педагогический институт. Работал учителем. Участник Великой Отечественной войны (1941—1945). Член ВКП(б) с 1945 года.
С 1946 начал публиковаться.
В 1948—1950 годах — главный редактор «Литературной газеты» (теперь — «Літературна Україна»). В 1955—1956 гг. — заместитель главного редактора «Литературной газеты».
В 1953 году окончил Академию общественных наук при ЦК КПСС.
С 1957 года работал в Институте литературы имени Т. Шевченко АН УССР, возглавлял отдел теории соцреализма и проблем современного литературного процесса. В 1961—1978 годах директор этого же института. Член Президиума, академик-секретарь Отделения литературы, языка и искусствоведения АН УССР (1966—1971).
Научный сотрудник, затем академик АН УССР с 1967 года. В начале 1970-х годах входил в редколлегию Шевченковской энциклопедии.
Член ЦК КП Украины с 1976 года. Депутат ВС СССР 8—9 созывов (1970—1979). Возглавлял Комитет по Государственной премии УССР имени Т. Г. Шевченко.
Умер 4 января 1984 года в Киеве.

## Научная и творческая деятельность
Специалист в области теории социалистического реализма. Автор трудов, посвященных вопросам литературного процесса, теоретических проблем социалистического реализма. Издавал книги на украинском и русском языках в Киеве и Москве, посвященные проблемам партийности литературы, марксистско-ленинской эстетике.
Автор статей в литературной и партийной прессе, в которых остро критиковал «отклонения в литературе от линии КПСС» (про книгу «Собор» Олеся Гончара, самиздатскую литературу и др.).

## Избранные работы
- «Ідейність і майстерність» (1953),
- «Про художність» (1957),
- «Випадок з практики» (1957),
- «Талант і народ» (1958),
- «Література і життя народу» (1963),
- «За велінням історії» (1965),
- «Про свободу творчості» (1973),
- «За конкретно-историческое отражение жизни в литературе» (в соавт., журн. «Коммунист Украины», 1973, № 5),
- «Гуманізм і соціалістичний реалізм» (1976),
- «Про гуманізм, про свободу. Проблеми літератури соціалістичного реалізму» (1978),
- «Запас надійності» (1983) и др.

## Награды и премии
- орден Ленина (16.12.1976)
- орден Отечественной войны II степени (06.08.1946)
- два ордена Трудового Красного Знамени (в т.ч. 24.11.1960)
- два других ордена
- медали
- Государственная премия УССР имени Т. Г. Шевченко (1978) — за монографию «Гуманизм и социалистический реализм».